# Kis trapézcsont

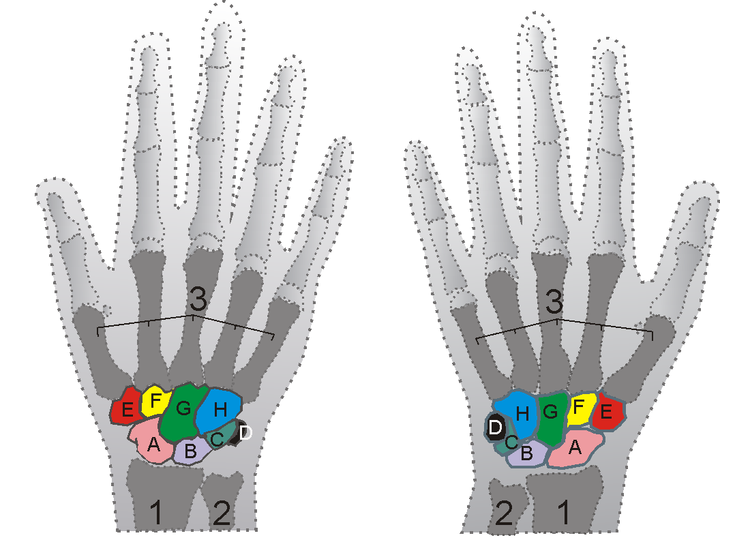
A kéz csontjai
A = Sajkacsont
B = Holdascsont
C = Háromszögletű csont
D = Borsócsont
E = Trapézcsont
F = Kis trapézcsont
G = Fejescsont
H = Horgascsont

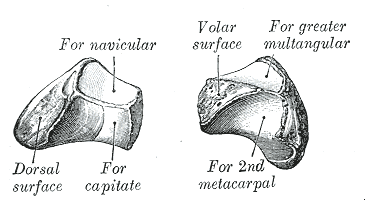
A kis trapézcsont

A kis trapézcsont (os trapezoideum) egy kéztőcsont (os carpale / os carpi). A distalis sorban ez a legkisebb csont. Ék alakja van. négy csiszolt felülete, mindegyik éles vonulatokkal van elválasztva egymással.

## Felszínei
A superior felszíne négyszögletű, sima és majdnem konkáv. A sajkacsonttal (os scaphoideum) ízesül.
Az inferior felszín a II. metacarpus proximalis végével ízesül. Konvex alakú oldalról és konkáv hátulról. Két egyenlőtlen csiszolt felületre van felosztva egy vonulattal.
A dorsalis és a volaris felszínek durvák, hogy szalagok tudjanak rajtuk megtapadni. A volaris a nagyobb.
A lateralis felszín konvex, sima és a trapézcsonttal (os trapezium) ízesül.
A medialis felszín konkáv és sima elölről, itt a fejescsont (os capitatum) ízesül. Hátulról durva, hogy stalagok tudjanak rajta megtapadni.